# Relações entre União Europeia e Vietnã
As relações entre a União Europeia e o Vietnã são as relações multilaterais entre a República Socialista do Vietnã e a União Europeia (UE). Os laços diplomáticos entre o Vietnã e a Comunidade Econômica Europeia (CEE) foram estabelecidos em 1990. A base jurídica das relações bilaterais entre o Vietnã e a UE foi o Acordo de Cooperação, assinado após a primeira reunião conduzida pela Comissão Conjunta em 1996. Um Acordo de Livre Comércio e um Acordo de Proteção de Investimentos entre ambas as partes foram assinados em 30 de junho de 2019. O Acordo de Livre Comércio UE-Vietnã foi aprovado pelo Parlamento Europeu em 12 de fevereiro de 2020. Tanto o Acordo de Livre Comércio UE-Vietnã quanto o Acordo de Proteção de Investimentos foram ratificados pela Assembleia Nacional do Vietnã em 8 de junho de 2020.